# Divieto di fumo all'interno di veicoli
Il divieto di fumare nelle automobili è un divieto legale  imposto in alcuni stati come tutela dai possibili rischi del fumo passivo (soprattutto verso eventuali bambini a bordo) e per ridurre i rischi per la sicurezza stradale.

## Il divieto di fumare alla guida di un automezzo nel mondo

### Australia
Nello stato dell'Australia Meridionale il divieto è in vigore dal maggio del 2007, solo quando è presente un minore di 16 anni nel veicolo.
Nello stato dell'Australia Occidentale il divieto è in vigore dal 2010, solo quando è presente un minore di 16 anni nel veicolo.
Nello stato del Queensland solo quando è presente un minore di 16 anni nel veicolo.
Nello stato di Victoria solo quando è presente un minore di 18 anni nel veicolo.

### Canada
Nella provincia del Nuovo Brunswick solo quando è presente un minore di 16 anni nel veicolo.
Nella provincia della Columbia Britannica solo quando è presente un minore di 16 anni nel veicolo.

### Cipro
Quando è presente un minore di 16 anni.

### Emirati Arabi Uniti
Quando è presente un minore di 12 anni.

### Francia
Quando è presente un minore di 12 anni.

### Italia
In Italia è proibito fumare in auto se è presente un minore di 18 anni o una donna incinta, in questi casi non si può fumare nemmeno se l'auto è in sosta. In Italia è proibito gettare il mozzicone di sigaretta a terra anche dal finestrino, pena una sanzione dai 30 ai 275 €.

### Sudafrica
Quando è presente un minore di 12 anni.

## Progetti simili
- Provincia del Saskatchewan (Canada).[10]
- Finlandia (Anche generalmente nei luoghi dove sono presenti bambini).[11]
- Israele.[12]
- La Repubblica di Cina (Taiwan) intende vietare il fumo nei veicoli e anche ai pedoni (quando camminano).[13]
- Regno Unito.[14]